# Авдан-Сіри
Авдан-Сіри (чув. автан, дос. «півень», чув. сӑра, дос. «пиво») — ритуальне чуваське свято (поминання предків), а також трапеза, на якій подають особливу страву (тої ж назви) з тушкованої курки та домашнє пиво.

## Опис страви
Молоду, вгодовану курку абілювати (обскубти, випатрати й обпалити), обсмажити протягом 15 хвилин цілком або краще — великими шматками на власному жирі з додаванням баранячого або яловичого сала, потім залити окропом і варити з цибулею, морквою і грибами до м'якості. Коли овочі зваряться, вийняти їх з бульйону, протерти; гриби подрібнити, обсмажити у вершковому маслі чи сметані, з'єднати з протертими овочами й знову заправити в бульйон, додавши до нього одну столову ложку борошна та прянощі (цибуля, кріп, петрушка, чорний перець). Все перемішати та варити на повільному вогні до закипання під кришкою 7—10 хвилин. Подавати з відвареною картоплею, посипаною зеленню петрушки, цибулі та кропу, политою топленим маслом. До страви подають домашнє молоде пиво або міцний хлібно-малиновий квас. А за їх відсутності — міцно заварений, густий гарячий настій шипшини.

## Джерело
- Авдан-Сиры // Похлебкин В. В. О кулинарии от А до Я. Словарь-справочник — Мн.: Полымя, 1988. — С. 10. (рос.)